# 피살라디에르

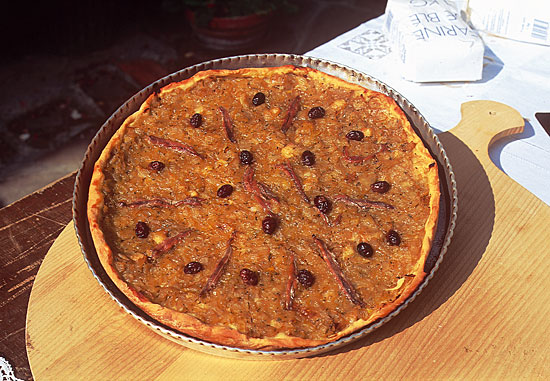
피살라디에르

피살라디에르(프랑스어: pissaladière)는 피자와 비슷한 프랑스 남부 요리이다. 종종 피자와 비교된다. 반죽은 일반적으로 클래식 피자 마르게리타보다 두꺼운 빵 반죽이며, 전통적인 토핑은 일반적으로 캐러멜 처리된(거의 퓌레로 만든) 양파, 블랙 올리브, 멸치(전체, 때로는 멸치 페이스트의 일종인 피살라트 포함)로 구성된다. 니스 백작령이 프랑스에 합병된 후, 이 리구리아 기원의 요리는 프랑스 요리로 자리 잡았다.

## 같이 보기
- 사르데나이라